# Список персон, изображённых на банкнотах США
59 американцев, повлиявших в той или иной степени на ход истории США, удостоились чести быть изображёнными на банкнотах национальной валюты. Среди них были президенты, члены кабинета, конгрессмены, судьи, военные деятели и отцы-основатели США. С одобрения Конгрессом в 1862 году широкими полномочиями по надзору за художественным оформлением, печатью и эмиссией банкнот обладает министр финансов США. Дизайн банкнот осуществляет Бюро гравировки и печати, окончательный вариант министр заверяет своей подписью.
В 1928 году Министерство финансов США предложило новый подход к размещению портретов. Специалисты министерства пришли к заключению, что «…портреты некоторых президентов США имеют бо́льшую узнаваемость у публики, чем любые иные», поэтому они должны быть изображены на банкнотах. При этом были сделаны исключения для портретов Александра Гамильтона, Салмона Чейза и Бенджамина Франклина. С тех пор число государственных деятелей США, которые изображаются на банкнотах, находящихся в свободном обращении, остаётся неизменным.
Портреты пяти государственных деятелей США были изображены на банкнотах при их жизни. Авраам Линкольн был изображён на предъявительском векселе номиналом 10 долларов в 1861 году. Салмон Чейз, министр финансов в кабинете Линкольна утвердил собственный портрет для размещения на казначейском билете номиналом 1 доллар в 1862 году. Портрет Уинфилда Скотта, главнокомандующего армией США был помещён на процентные вексели в начале 1860-х годов. В 1864 году Фрэнсис Спиннер, 10-й государственный казначей США и Спенсер Кларк, первый директор Бюро гравировки и печати дали своё согласие быть изображёнными на разменных банкнотах номиналом от 3 до 50 центов. Однако в 1873 году, во многом из-за действий Спиннера и Кларка, Конгресс запретил печатать портреты живущих людей на любых ценных, разменных, долговых бумагах, военных и почтовых документах США.
В списке указаны:
- имена субъектов в алфавитном порядке, а также даты рождения и смерти субъекта — графа «Имя»;
- изображения субъектов на банкнотах США — графа «Портрет»;
- названия должностей, которые занимал субъект будучи на государственной службе США в хронологическом порядке — графа «Должность»;
- тип, номинал и год выпуска той или иной банкноты США — графа «Банкноты США»[nb 2];
- указание года, которым датируется наиболее раннее появление того или иного лица на банкнотах США — графа «Д.п.п., дата первоначального появления».

В списке указываются банкноты федеральных общегосударственных выпусков в номиналах долларов и центов, а также банкноты Национальных банков. Не отражены банкноты федеральных выпусков не общегосударственного назначения. В списке не указываются групповые портреты, а также аллегорические изображения.

## Аббревиатуры для различных типов банкнот
Портреты многих субъектов были изображены на различных типах банкнот. Тип, номинал и год выпуска той или иной банкноты США указывается согласно порядковому номеру банкноты в так называемом «каталоге Фридберга». «Большой размер» имели ранние банкноты США, он составлял примерно 187×79 мм. (7,375 x 3,125 дюймов). «Банкноты малого размера» — это тип банкнот, находящихся в обращении в настоящее время, их размер составляет 156×67 мм. (6,125 x 2,625 дюймов). Однако, в зависимости от линий разреза и обрамления допустимы отклонения от заявленных размеров до 2 мм. (0.08 дюйма). «Банкноты особо большого размера» не имеют одинаковых величин, однако все они имеют несколько бо́льшую площадь, чем «банкноты большого размера».
| Аббревиатура | Тип банкноты                                                                      | Размер банкноты                                    |
| ------------ | --------------------------------------------------------------------------------- | -------------------------------------------------- |
| ВнП          | Вексель на предъявителя (США) (англ. Demand Note)                                 | Большой                                            |
| БСШ          | Билет Соединённых Штатов (англ. United States Note)                               | Большой                                            |
| КБСП         | Казначейский билет со сложными процентами (англ. Compound Interest Treasury Note) | Особо большой                                      |
| ПроВ         | Процентный вексель (англ. Interest Bearing Note)                                  | Особо большой                                      |
| ДС           | Доходный сертификат (США) (англ. Refunding Certificate)                           | Особо большой                                      |
| СС           | Серебряный сертификат (англ. Silver Certificate)                                  | Большой                                            |
| К(м)Б        | Казначейский (монетный) билет (англ. Treasury Note (1890–91))                     | Большой                                            |
| БНБ          | Билет национального банка (США) (англ. National Bank Note)                        | Большой                                            |
| БФРБ         | Билет федерального резервного банка (англ. Federal Reserve Bank Note)             | Большой (1915—1934) Малый (1933—1934)              |
| ФРБ          | Федеральный резервный билет (англ. Federal Reserve Note)                          | Большой (1914—1928) Малый (1928 — настоящее время) |
| ЗС           | Золотой сертификат (англ. Gold Certificate)                                       | Большой                                            |
| РБ           | Разменные банкноты США (англ. Fractional currency (United States))                | Малый                                              |
| ПРБ          | Почтовые разменные банкноты (англ. Postage currency)                              | Малый                                              |

## Изображённые люди
| Имя | Портрет | Должность | Банкноты США | Д.п.п. |
| --- | ------- | --- | --- | ------ |
| Джон Куинси Адамс (англ. John Quincy Adams) 11 июля 1767 — 23 февраля 1848                                |         | Посол США в Республике Соединённых провинций (1794—1797) Посол США в Королевстве Пруссия (1797—1801) Член Сената Массачусетса (1802) Сенатор США от Массачусетса (1803—1808) Посол США в Российской империи (1809—1814) Посол США в Соединённом королевстве Великобритании и Ирландии (1815—1817) Государственный секретарь США (1817—1825) Президент США (1825—1829) Член Палаты представителей США от Массачусетса (1831—1848)                                                                                             | БСШ $500 (1869) | 1869   |
| Бегущая Антилопа (англ. Running Antelope) (лакота: Tȟatȟóka Íŋyaŋke) 1821—1896                            |         | Вождь индейского племени хункпапа (из группы народов сиу) | СС $5 (1899) | 1899   |
| Томас Харт Бентон (англ. Thomas Hart Benton) 14 марта 1782 — 10 апреля 1858                               |         | Сенатор США от Миссури (1821—1851) Член Палаты представителей США от Миссури (1853—1855) | ЗС $100 (1870) | 1870   |
| Джордж Вашингтон (англ. George Washington) 22 февраля 1732 — 14 декабря 1799                              |         | Отец-основатель США Член Палаты делегатов Виргинии (1758—1775) Делегат Континентальных конгрессов от Виргинии (1774—1775) Генерал-лейтенант, Главнокомандующий армией США (1775—1783 и 1798—1799) Член Филадельфийского конвента (1787) Президент США (1789—1797) | РБ ¢3 (1864) РБ ¢5 (1863) ПРБ ¢10 (1862) РБ ¢10 (1863) ПРБ ¢50 (1862) РБ ¢50 (1863) РБ ¢25 (1863) БСШ $1 (1869) КБСП $100 (1863) ПроВ $100 (1864) ПроВ $1000 [Двухгодичный] (1861) ПроВ $500 [Трёхгодичный] (1861) СС $1 (1896, оборот) СС $1 (1923) СС $2 (1899) БФРБ $1 (1918) ЗС $20 (1905) ФРБ $ $1 (1928 — настоящее время) | 1861   |
| Марта Вашингтон (англ. Martha Washington) 2 июня 1731 — 22 мая 1802                                       |         | Первая леди США (1789—1797). | СС $1 (1886) СС $1 (1896, оборот) | 1886   |
| Томас Вудро Вильсон (англ. Thomas Woodrow Wilson)                                                         |         | Губернатор Нью-Джерси (1911—1913) Президент США (1913—1921) Лауреат Нобелевской премии мира (1919) | ЗС $ $100 000 (1934) | 1934   |
| Абрахам Альфонс Альберт Галлатин (англ. Abraham Alfonse Albert Gallatin) 29 января 1761 — 12 августа 1849 |         | Член Палаты представителей Пенсильвании (1790—1792) Сенатор США от Пенсильвании (1793—1794) Член Палаты представителей США от Пенсильвании (1795—1801) Министр финансов США (1801—1814) Посол США в Королевстве Франция (1815—1823) Посол США в Соединённом королевстве Великобритании и Ирландии (1826—1827) | БСШ $500 (1862) | 1862   |
| Александр Гамильтон (англ. Alexander Hamilton) 11 января 1757 — 12 июля 1804                              |         | Отец-основатель США Подполковник Континентальной армии Делегат Континентальных конгрессов от Нью-Йорка (1782—1783) Член Ассамблеи штата Нью-Йорк (1787) Министр финансов США (1789—1795) Генерал-майор, Главнокомандующий армией США (1799—1800) | ВнП $5 (1861) БСШ $2 (1862) БСШ $5 (1862) БСШ $20 (1869) БСШ $50 (1862) КБСП $50 (1863) ПроВ $50 (1864) ПроВ $500 (1864) ФРБ $1000 (1918) ЗС $1000 (1870) ФРБ $ $10 (1928 — настоящее время) | 1861   |
| Бенджамин Гаррисон (англ. Benjamin Harrison) 20 августа 1833 — 13 марта 1901                              |         | Бригадный генерал, Армия США (1862—1865) Сенатор США от Индианы (1881—1887) Президент США (1889—1893) | БНБ $5 (1902) | 1902   |
| Джеймс Абрам Гарфилд (англ. James Abram Garfield) 19 ноября 1831 — 19 сентября 1881                       |         | Член Сената Огайо (1859—1861) Генерал-майор, Армия США (1861—1863) Член Палаты представителей США от Огайо (1863—1881) Президент США (1881) | БНБ $5 (1882) ЗС $20 (1882) | 1882   |
| Улисс Симпсон Грант (англ. Ulysses Simpson Grant) 27 апреля 1822 — 23 июля 1885                           |         | Армия США (1843—1854, 1861—1869 и 1877—1885) Главнокомандующий армией США (1864—1869) Военный министр США (и. о., 1867—1868) Президент США (1869—1877) Получил Благодарность Конгресса (1863) и Золотую медаль Конгресса (1863) | СС $1 (1899) СС $5 (1886), (1896, оборот) БФРБ $50 (1918) ФРБ $50 (1914) ЗС $50 (1913) ФРБ $ $50 (1928 — настоящее время) | 1886   |
| Стивен Декейтер (англ. Stephen Decatur) 5 января 1779 — 22 марта 1820                                     |         | Коммодор, Военно-морские силы США Награждён Золотой медалью Конгресса (1813) | СС $20 (1878) | 1878   |
| Сэмюэл Декстер (англ. Samuel Dexter) 14 мая 1761 — 4 мая 1816                                             |         | Член Палаты представителей США от Массачусетса (1793—1795) Сенатор США от Массачусетса (1799—1800) Военный министр США (1800—01) Министр финансов США (1801) | РБ ¢50 (1869) | 1869   |
| Эндрю Джексон (англ. Andrew Jackson) 15 марта 1767 — 8 июня 1845                                          |         | Генерал-майор, Армия США Член Палаты представителей США от Теннесси (1796—1797) Сенатор США от Теннесси (1797—1798 и 1823—1825) Судья, Верховный Суд Теннесси (1798—1804) Военный губернатор Флориды (1821) Президент США (1829—1837) Награждён Золотой медалью Конгресса (1815) | БСШ $5 (1869) БСШ $10 000 (1878) ПроВ $50 [Двухгодичный] (1861) БФРБ $10 (1915) ФРБ $10 (1914) ЗС $10 000 (1870) ФРБ $ $20 (1928 — настоящее время) | 1861   |
| Томас Джефферсон (англ. Thomas Jefferson) 13 апреля 1743 — 4 июля 1826                                    |         | Отец-основатель США Член Палаты делегатов Виргинии (1769) Делегат Континентальных конгрессов от Виргинии (1775—1776 и 1783—1784) Подписант Декларации независимости США (1776) Губернатор Виргинии (1779—1781) Посол США в Королевстве Франция (1785—1789) Государственный секретарь США (1790—1793) Кандидат в Президенты США (1796) Вице-президент США (1797—1801) Президент США (1801—1809) | ПРБ ¢5 (1862) ПРБ ¢25 (1862) БСШ $2 (1869) БФРБ $2 (1918) ФРБ $ $2 (1928 — настоящее время) | 1869   |
| Спенсер М. Кларк (англ. Spencer M. Clark) 3 июня 1811 — 10 декабря 1890                                   |         | Директор Бюро гравировки и печати (1862-68) | РБ ¢5 (1864) | 1864   |
| Уильям Кларк (англ. William Clark) 1 августа 1770 — 1 сентября 1838                                       |         | Исследователь Капитан, Армия США (1789—1796) Суперинтендант по делам индейцев (1807—1813 и 1822—1838) Губернатор Территории Миссури (1813—1820) | БСШ $10 (1901) | 1901   |
| Генри Клей (англ. Henry Clay) 12 апреля 1777 — 29 июня 1852                                               |         | Член Палаты представителей Кентукки (1803) Сенатор США от Кентукки (1806—1807, 1810—1811, 1831—1843 и 1849—1852) Спикер Палаты представителей США (1811—1814, 1815—1820 и 1823—1825) Государственный секретарь США (1825—1829) | БСШ $50 (1869) | 1869   |
| Стивен Гровер Кливленд (англ. Stephen Grover Cleveland) 18 марта 1837 — 24 июня 1908                      |         | Губернатор штата Нью-Йорк (1883—1885) Президент США (1885—1889 и 1893—1897) | БФРБ $20 (1915) ФРБ $20 (1914) ФРБ $ $1000 (1928-34) | 1914   |
| Уильям Харрис Кроуфорд (англ. William Harris Crawford) 24 февраля 1772 — 15 сентября 1834                 |         | Сенатор США от Джорджии (1807—1813) Временный президент Сената США (1812—1813) Посол США во Французской империи (1813—1815) Военный министр США (1815—1816) Министр финансов США (1816—1825) | РБ ¢50 (1874) | 1874   |
| Девитт Клинтон (англ. De Witt Clinton) 2 марта 1769 — 11 февраля 1828                                     |         | Член Ассамблеи штата Нью-Йорк (1797—1798) Член Сената штата Нью-Йорк (1798—1802 и 1805—1811) Сенатор США от Нью-Йорк (1802—1803) Мэр Нью-Йорка (1803—1807, 1808—1810 и 1811—1815) Вице-губернатор штата Нью-Йорк (1811—1813) Кандидат в Президенты США (1812) Губернатор штата Нью-Йорк (1817—1823 и 1825—1828) | БСШ $1000 (1869) | 1869   |
| Авраам Линкольн (англ. Abraham Lincoln) 12 февраля 1809 — 15 апреля 1865                                  |         | Член Палаты представителей Иллинойса (1834—1841) Член Палаты представителей США от Иллинойса (1847—1849) Президент США (1861—1865) | РБ ¢50 (1869) ПБ $1 (1861) БСШ $10 (1862) БСШ $100 (1869) КБСП $20 (1863) ПроВ $20 (1864) СС $1 (1899) СС $5 (1923) БФРБ $5 (1915) ФРБ $5 (1914) ЗС $500 (1870) ФРБ $ $5 (1928 — настоящее время) | 1861   |
| Мериуэзер Льюис (англ. Meriwether Lewis) 18 августа 1774 — 11 октября 1809                                |         | Исследователь Губернатор Территории Луизианы и Территории Миссури (1807—1809) | БСШ $10 (1901) | 1901   |
| Уильям Мак-Кинли — младший (англ. William McKinley, Jr.) 29 января 1843 — 14 сентября 1901                |         | Майор, Армия США (1861—1865) Член Палаты представителей США от Огайо (1877—1884 и 1885—1891) Губернатор Огайо (1892—1896) Президент США (1897—1901) | БНБ $10 (1902) ФРБ $500 (1928—1934) | 1902   |
| Хью Маккалох (англ. Hugh McCulloch) 7 декабря 1801 — 24 мая 1895                                          |         | Контролёр денежного обращения (1863—1865) Министр финансов США (1865—1869 и 1884—1885) | БНБ $20 (1902) | 1902   |
| Джеймс Бердсей Макферсон (англ. James Birdseye McPherson) 14 ноября 1828 — 22 июля 1864                   |         | Генерал-майор, Армия США (1853—1864) | К(м)Б $2 (1890) | 1890   |
| Джозеф Кинг Фенно Мансфилд (англ. Joseph King Fenno Mansfield) 22 декабря 1803 — 18 сентября 1862         |         | Генерал-майор, Армия США (1822—1862) | БСШ $500 (1874) | 1874   |
| Уильям Лернд Марси (англ. William Learned Marcy) 12 декабря 1786 — 4 июля 1857                            |         | Адъюнкт-генерал ополчения штата Нью-Йорк (1821—1823) Государственный контроллер штата Нью-Йорк (1823) Судья Верховного суда штата Нью-Йорк (1829—1831) Сенатор США от Нью-Йорк (1831—1833) Губернатор штата Нью-Йорк (1833—1839) Военный министр США (1845—1849) Государственный секретарь США (1853—1857) | СС $1000 (1878) | 1878   |
| Джон Маршалл (англ. John Marshall) 24 сентября 1755 — 6 июля 1835                                         |         | Капитан, Континентальная армия (1776—1781) Член Палаты делегатов Виргинии (1782—1791 и 1797) Посол США во Французской республике (1797) Член Палаты представителей США от Виргинии (1799—1800) Государственный секретарь США (1800—1801) Главный судья США (1801—1835) | К(м)Б $20 (1890) ФРБ $500 (1918) | 1890   |
| Уильям Моррис Мередит (англ. William Morris Meredith) 8 июня 1799 — 17 августа 1873                       |         | Федеральный прокурор США (1841—1845) Министр финансов США (1849—1850) | РБ ¢10 (1874) | 1874   |
| Джордж Гордон Мид (англ. George Gordon Meade) 31 декабря 1815 — 6 ноября 1872                             |         | Генерал-майор, Армия США (1835—1869) Получил Благодарность Конгресса (1864) | К(м)Б $1000 (1890) | 1890   |
| Джеймс Монро (англ. James Monroe) 28 апреля 1758 — 4 июля 1831                                            |         | Майор, Континентальная армия (1776—1779) Полковник, Ополчение штата Виргиния (1780) Делегат Континентальных конгрессов от Виргинии (1783—1786) Член Палаты делегатов Виргинии (1786 и 1810—1811) Сенатор США от Виргинии (1790—1894) Посол США во Французской республике (1794—1796) Губернатор Виргинии (1799—1802 и 1811) Посол США в Соединённом королевстве Великобритании и Ирландии (1803—1807) Государственный секретарь США (1811—1814 и 1815—1817) Военный министр США (и. о., 1814—1815) Президент США (1817—1825) | СС $100 (1878) | 1878   |
| Роберт Моррис-младший (англ. Robert Morris, Jr.) 31 января 1734 — 8 мая 1806                              |         | Отец-основатель США Делегат Континентальных конгрессов от Пенсильвании (1776) Подписант Декларации независимости США (1776) Член Генеральной ассамблеи Пенсильвании (1778—1781 и 1785—1787) Суперинтендант по финансам США (1781—1784) | БСШ $1000 (1862) СС $10 (1878) | 1862   |
| Сэмюэл Финли Бриз Морзе (англ. Samuel Finley Breese Morse) 27 апреля 1791 — 2 апреля 1872                 |         | Изобретатель, художник | СС $2 (1896, оборот) | 1896   |
| Джеймс Мэдисон-младший (англ. James Madison, Jr.) 16 марта 1751 — 28 июня 1836                            |         | Отец-основатель США Член Палаты делегатов Виргинии (1776) Делегат Континентальных конгрессов от Виргинии (1780—1783 и 1786—1788) Член Палаты делегатов Виргинии (1783—1786) Член Филадельфийского конвента (1787) Член Палаты представителей США от Виргинии (1789—1797) Государственный секретарь США (1801—1809) Президент США (1809—1817) | БСШ $5000 (1878) ФРБ $5000 (1918) ЗС $5000 (1870) ФРБ $ $5000 (1928—1934) | 1870   |
| Дэниел Мэннинг (англ. Daniel Manning) 16 мая 1831 — 24 декабря 1887                                       |         | Министр финансов США (1885—1887) | СС $20 (1886) | 1886   |
| Джон Джей Нокс (англ. John Jay Knox) 19 марта 1828 — 12 февраля 1892                                      |         | Контролёр денежного обращения (1872—1884) | БНБ $100 (1902) | 1902   |
| Силас Райт-младший (англ. Silas Wright, Jr.) 24 мая 1795 — 27 августа 1847                                |         | Член Палаты представителей США от Нью-Йорка (1827—1829 и 1829—1830) Сенатор США от Нью-Йорк (1833—1844) Губернатор штата Нью-Йорк (1845—1847) | ЗС $50 (1882) | 1882   |
| Чарльз Самнер (англ. Charles Sumner) 6 января 1811 — 11 марта 1874                                        |         | Сенатор США от Массачусетса (1851—1874) | СС $500 (1878) | 1878   |
| Уинфилд Скотт (англ. Winfield Scott) 13 июня 1786 — 29 мая 1866                                           |         | Главнокомандующий армией США (1841—1861), Армия США (1808—1861) Военный губернатор Мехико (1847—1848) Военный министр США (и. о., 1850) Кандидат в президенты США (1852) Награждён Золотой медалью Конгресса (1814 и 1848). | ПроВ $500 [Двухгодичный] (1861) ПроВ $100 [Трёхгодичный] (1864) | 1861   |
| Фрэнсис Спиннер (англ. Francis Elias Spinner) 21 января 1802 — 31 декабря 1890                            |         | Член Палаты представителей США от Нью-Йорка (1855—1861) Казначей Соединённых Штатов Америки (1861—1875) | РБ ¢50 (1864) | 1864   |
| Эдвин МакМастер Стэнтон (англ. Edwin McMasters Stanton) 19 декабря 1814 — 24 декабря 1869                 |         | Генеральный прокурор США (1860—1861) Военный министр США (1862—1868) Судья Верховного суда США | РБ ¢50 (1869) К(м)Б $1 (1890) | 1869   |
| Уильям Генри Сьюард (англ. William Henry Seward) 16 мая 1801 — 16 октября 1872                            |         | Член Сената штата Нью-Йорк (1831—1834) Губернатор штата Нью-Йорк (1839—1843) Сенатор США от Нью-Йорк (1849—1861) Государственный секретарь США (1861—1869) | К(м)Б $50 (1891) | 1891   |
| Джордж Генри Томас (англ. George Henry Thomas) 31 июля 1816 — 28 марта 1870                               |         | Генерал-майор, Армия США (1840—1870) Получил Благодарность Конгресса (1865) | К(м)Б $5 (1890) | 1890   |
| Уильям Уиндом (англ. William Windom) 10 мая 1827 — 29 января 1891                                         |         | Член Палаты представителей США от Миннесоты (1859—1869) Сенатор США от Миннесоты (1870—1871, 1871—1881 и 1881—1883) Министр финансов США (1881 и 1889—1891) | СС $2 (1891) | 1891   |
| Роберт Джон Уокер (англ. Robert John Walker) 19 июля 1801 — 11 ноября 1869                                |         | Губернатор Территории Канзас (1857) Сенатор США от Миссисипи (1835—1845) Министр финансов США (1845—1849) | РБ ¢25 (1874) | 1874   |
| Дэниел Уэбстер (англ. Daniel Webster) 18 января 1782 — 24 октября 1852                                    |         | Член Палаты представителей США от Нью-Гэпшира (1813—1817) Член Палаты представителей США от Массачусетса (1823—1827) Сенатор США от Массачусетса (1827—1841 и 1845—1850) Кандидат в Президенты США (1836) Государственный секретарь США (1841—1843 и 1850—1852) | БСШ $10 (1869) | 1869   |
| Дэвид Глазго Фаррагут (англ. David Glasgow Farragut) 5 июля 1801 — 14 августа 1870                        |         | Адмирал, Военно-морские силы США (1810—1868) Верховный главнокомандующий вооруженными силами США (1861—1870) Получил Благодарность Конгресса (1862 и 1866) | К(м)Б $100 (1890) | 1890   |
| Уильям Питт Фессенден (англ. William Pitt Fessenden) 16 октября 1806 — 8 сентября 1869                    |         | Член Палаты представителей Мэна (1832, 1840, 1845—1846 и 1853—1854) Член Палаты представителей США от Мэна (1841—1843) Сенатор США от Мэна (1854—1864) Министр финансов США (1864—1865) | РБ ¢25 (1864) БНБ $20 (1882, оборот) | 1864   |
| Бенджамин Франклин (англ. Benjamin Franklin) 17 января 1706 — 17 апреля 1790                              |         | Отец-основатель США Делегат Континентальных конгрессов от Пенсильвании Генеральный почтмейстер США (1775) Подписант Декларации независимости США (1776) Посол США в Королевстве Франция (1778—1785), Посол США в Королевстве Швеция (1782—1783) Президент Пенсильвании (1785—1788) Член Филадельфийского конвента (1787) | БСШ $50 (1874) ДС $10 (1879) ФРБ $100 (1914) ФРБ $ $100 (1928 — настоящее время) | 1874   |
| Роберт Фултон (англ. Robert Fulton) 14 ноября 1765 — 24 февраля 1815                                      |         | Инженер, изобретатель | СС $2 (1896, оборот) | 1896   |
| Томас Эндрюс Хендрикс (англ. Thomas Andrews Hendricks) 7 сентября 1819 — 25 ноября 1885                   |         | Член Палаты представителей Индианы (1848—1849) Член Палаты представителей США от Индианы (1851—1855) Заместитель казначея Соединённых Штатов Америки (1853) Сенатор США от Индианы (1863—1869) Губернатор Индианы (1873—1877) Вице-президент США (1885) | СС $10 (1886) | 1886   |
| Майкл Хиллегас (англ. Michael Hillegas) 22 апреля 1729 — 29 сентября 1804                                 |         | Член Провинциальной ассамблеи Пенсильвании (1765—1775) Казначей Соединённых Штатов Америки (1775—1789) | ЗС $10 (1907) | 1907   |
| Уинфилд Скотт Хэнкок (англ. Winfield Scott Hancock) 14 февраля 1824 — 9 февраля 1886                      |         | Генерал-майор, Армия США (1844—1886) Кандидат в президенты США (1880) Получил Благодарность Конгресса (1866) | СС $2 (1886) | 1886   |
| Салмон Портленд Чейз (англ. Salmon Portland Chase) 13 января 1808 — 7 мая 1873                            |         | Сенатор США от Огайо (1849—1855 и 1861) Губернатор Огайо (1856—1860) Министр финансов США (1861—1864) Главный судья США (1864—1873) | БСШ $1 (1862) КБСП $10 (1863) ПроВ $10 (1864) ПроВ $1000 (1861) ФРБ $10 000 (1918) ФРБ $ $10 000 (1928—34) | 1861   |
| Филип Генри Шеридан (англ. Philip Henry Sheridan) 6 марта 1831 — 5 августа 1888                           |         | Главнокомандующий армией США (1883—1888), Армия США (1853—1888) Получил Благодарность Конгресса (1865) | СС $5 (1896, оборот) К(м)Б $10 (1890) | 1890   |
| Джон Шерман (англ. John Sherman) 10 мая 1823 — 22 октября 1900                                            |         | Член Палаты представителей США от Огайо (1855—1861) Сенатор США от Огайо (1861—1877 и 1881—1897) Временный президент Сената США (1885—1887) Министр финансов США (1877—1881) Государственный секретарь США (1897—1898) | БНБ $50 (1902) | 1902   |
| Уильям Текумсе Шерман (англ. William Tecumseh Sherman) 8 февраля 1820 — 14 февраля 1891                   |         | Военный министр США (и. о., 1869) Главнокомандующий армией США (1869—1883) Армия США (1840—1884) Получил Благодарность Конгресса (1864 и 1865) | К(м)Б $500 (1891) | 1891   |
| Эдвард Эверетт (англ. Edward Everett) 11 апреля 1794 — 15 января 1865                                     |         | Член Палаты представителей США от Массачусетса (1825—1835) Губернатор Массачусетса (1836—1840) Посол США в Соединённом королевстве Великобритании и Ирландии (1841—1845) Государственный секретарь США (1852—1853) Сенатор США от Массачусетса (1853—1854) | СС $50 (1878) | 1878   |

## Сводная таблица по должностям субъектов
В данной таблице указываются названия должностей, которые занимали изображенные на банкнотах США государственные деятели в то или иное время, а также их количество. Поскольку некоторые персоны последовательно занимали несколько высоких должностей, к примеру, «Сенатор США», затем «Президент США», то они будут отражены как в первой ячейке, так и во второй.
| Должность                              | Количество |
| -------------------------------------- | ---------- |
| Президент США                          | 13         |
| Вице-президент США                     | 2          |
| Спикер Палаты представителей США       | 1          |
| Временный президент Сената США         | 2          |
| Государственный секретарь США          | 11         |
| Министр финансов США                   | 12         |
| Военный министр США                    | 5          |
| Генеральный прокурор США               | 1          |
| Сенатор США                            | 23         |
| Член Палаты представителей США         | 19         |
| Член Сената штата                      | 6          |
| Член Законодательного собрания штата   | 11         |
| Губернатор штата                       | 16         |
| Делегат Континентального конгресса     | 7          |
| Подписант Декларации независимости США | 3          |
| Член Филадельфийского конвента         | 5          |
| Главнокомандующий армией США           | 6          |
| Председатель Верховного суда США       | 2          |
| Директор Бюро гравировки и печати      | 1          |

### Комментарии
1. ↑  При этом акты конгресса, касающиеся размещения чьих-либо портретов на банкнотах, превалируют над решениями министерства[3].
2. ↑  По умолчанию указывается, что портреты субъектов изображены на лицевых сторонах банкнот. В случае изображения портрета на оборотной стороне, в данной графе будет стоять пометка «оборот».
3. ↑  В 1950-х годах Роберт Фридберг разработал и издал каталог «Бумажные деньги Соединенных Штатов Америки» (англ. Paper Money of the United States). Система данного каталога предусматривает присвоение определенного номера каждому типу банкнот США. Данная система широко распространена у коллекционеров, а сам каталог регулярно обновляется.
4. ↑  В 1795—1806 государство именовалось Батавской республикой.
5. ↑  В 1814—1815, за исключением периода с 1 марта по 7 июля государство именовалось Королевство Франция.
6. ↑  До 1790 года Генеральная ассамблея Пенсильвании была однопалатной.
7. ↑  Назначен в 1869 году, скончался, не успев вступить в должность[66].
8. ↑   Макет казначейского (монетного) билета номиналом 500 долларов серии 1891 года был подготовлен Бюро гравировки и печати, одобрен Министерством финансов, были изготовлены клише и сделаны пробные оттиски. Однако, по неизвестным причинам серия билетов не была выпущена в свободное обращение.